# Museo archeologico Paolo Giovio
Il Museo archeologico Paolo Giovio di Como, conosciuto storicamente come Palazzo Giovio, dal cognome dell'omonima famiglia comasca, con sede in piazza Medaglie d'Oro 1, venne inaugurato nel 1897.

## Il palazzo

### Storia
Il Palazzo Giovio fu la residenza cittadina dei Conti Giovio già dagli inizi del XIII secolo. Per opera di Benedetto Giovio, l'edificio subì alcune modifiche durante il XVI secolo, quando alcune case a corte vennero ampliate. 
L’aspetto attuale del palazzo, che risponde ai canoni del barocchetto lombardo, si deve tuttavia a successivi interventi, intrapresi nell'ultimo quarto del XVIII secolo da Giovanni Battista. Dopo aver acquistato il cosiddetto convento delle Orfanelle (1775), Giovanni Battista fece aprire grandi finestre nella facciata e creò una loggia sopra al portone; a lui si devono anche i lavori del giardino, con la realizzazione della scalinata e del ninfeo.

### Descrizione
L'edificio chiude il lato nordorientale dell'odierna Piazza Medaglie d'Oro, delimitata a sud-est da Palazzo Olginati. I due palazzi sono internamente collegati tramite un passaggio sopraelevato che attraversa l'attuale via Balestra, arteria di pubblico passaggio dal 1930. Sulla stessa strada si affacciano le finestre dell'ala di Palazzo Giovio che, un tempo, costituiva la chiesa del convento delle Orfanelle.
Dalla scalinata principale si entra nella Sala Giovio, che ospita quattro grandi tele del Giovan Battista Rodriguez raffiguranti gli uomini più illustri della Casata: Paolo Giovio dinnanzi a Papa Leone X (il Papa, leggendo le Historiae Patriae di Benedetto Giovio, afferma che nulla di più ricco ed elegante era mai stato scritto dopo Livio), Paolo Giovio dinnanzi a Re Francesco I di Francia come ambasciatore, Benedetto Giovio raffigurato mentre traduce una iscrizione dinnanzi a Francesco II Sforza, Giovanni Battista Giovio che sale al Tempio della Gloria (l'iscrizione recita "Avaritia simulatione invidia perdomitis ad virtutis aedes minerva genius fama perducunt").

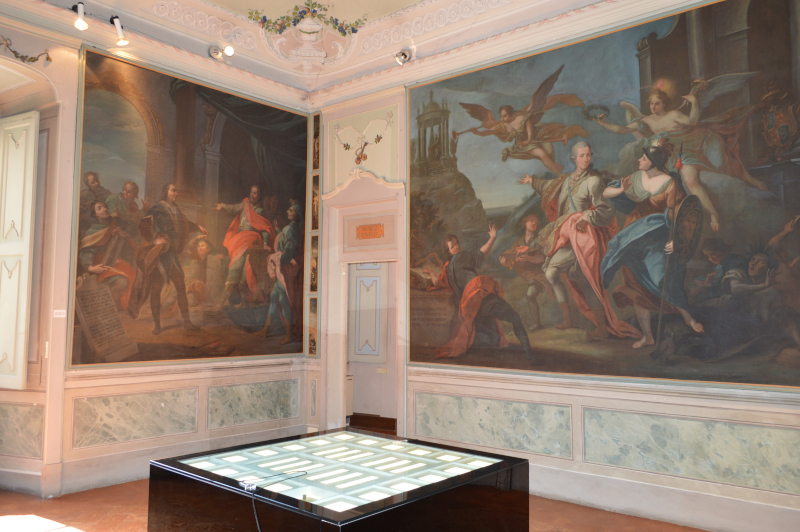
Sala del Museo Archeologico Paolo Giovio di Como. A destra: Giovanni Battista sale al Tempio della Gloria. A sinistra: Benedetto Giovio avanti Francesco II Sforza

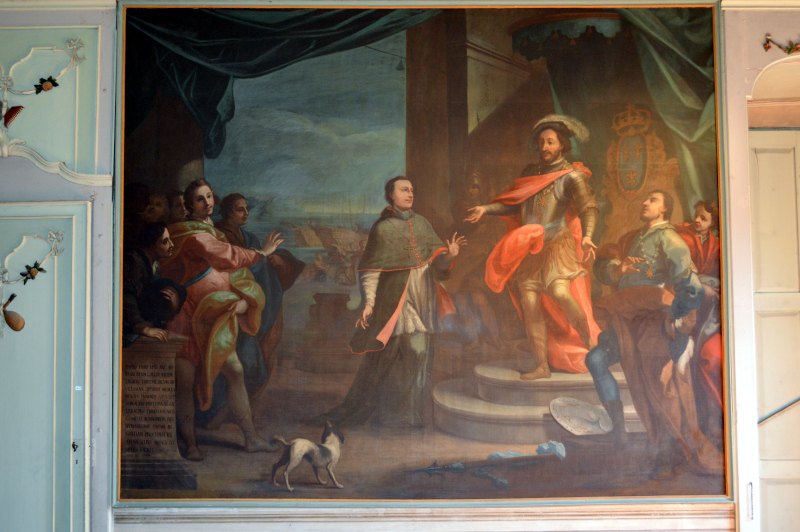
Sala del Museo Archeologico Paolo Giovio di Como - Paolo Giovio avanti Re Francesco I di Francia

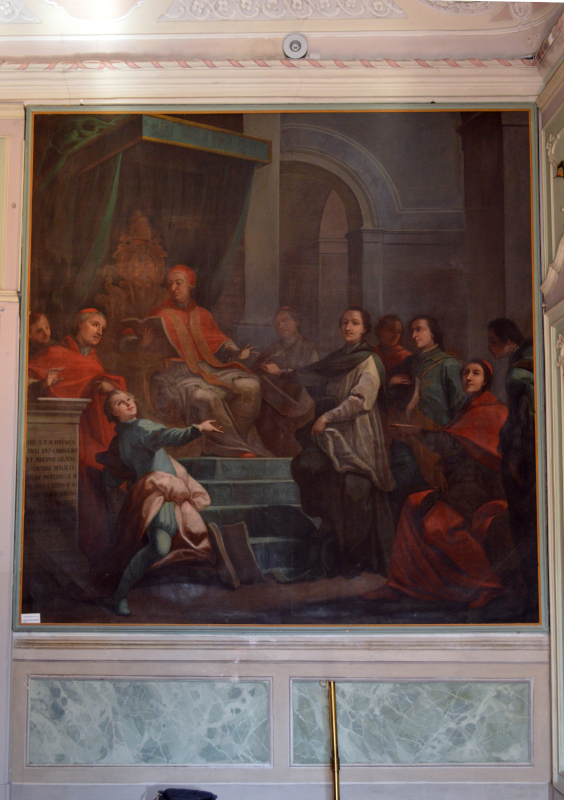
Sala del Museo Archeologico Paolo Giovio di Como - Paolo Giovio avanti Papa Leone X

Internamente, le sale sono finemente decorate con affreschi del '700, tra cui la "sala Perrone" è impreziosita da scene mitologiche tratte da quadri famosi ad opera del Rodriguez; accanto vi è la sala da ballo, la "sala Barelli, decorata da quadrature architettoniche realizzate da Giuseppe Coduri detto il Vignoli.

## Il museo
Inaugurato nell'ultimo decennio del XIX secolo, il museo comprende le seguenti sezioni:
- la sezione del collezionismo
- la sezione preistorica e protostorica
- la sezione romana
- la sezione medievale
- una ricca biblioteca

Il museo archeologico Paolo Giovio fa parte dell'elenco dei musei civici della città di Como, al quale appartengono anche: 
- il Museo storico Giuseppe Garibaldi;
- il Tempio voltiano;
- la Pinacoteca civica.